# Antoinette Nana Djimou
Ida Antoinette Nana Djimou (Douala, 2 agosto 1985) è una multiplista francese di origine camerunese.
È stata due volte campionessa europea di eptathlon e due volte campionessa europea indoor di pentathlon.

## Record nazionali

### Seniores
- Pentathlon: 4 723 p. ( Parigi, 4 marzo 2011)

## Palmarès
| Anno | Manifestazione    | Sede           | Evento     | Risultato | Prestazione | Note                                     |
| ---- | ----------------- | -------------- | ---------- | --------- | ----------- | ---------------------------------------- |
| 2004 | Mondiali juniores | Grosseto       | Eptathlon  | 4ª        | 5 649 p.    | Miglior prestazione personale            |
| 2005 | Europei under 23  | Erfurt         | Eptathlon  | 5ª        | 5 792 p.    |                                          |
| 2006 | Europei           | Göteborg       | Eptathlon  | 21ª       | 5 765 p.    |                                          |
| 2007 | Europei indoor    | Birmingham     | Pentathlon | 11ª       | 4 355 p.    |                                          |
| 2007 | Europei under 23  | Debrecen       | Eptathlon  | 7ª        | 5 970 p.    |                                          |
| 2007 | Mondiali          | Osaka          | Eptathlon  | dnf       | dnf         |                                          |
| 2008 | Giochi olimpici   | Pechino        | Eptathlon  | 17ª       | 6 055 p.    |                                          |
| 2009 | Europei indoor    | Torino         | Pentathlon | Bronzo    | 4 618 p.    |                                          |
| 2009 | Mondiali          | Berlino        | Eptathlon  | 7ª        | 6 323 p.    | Miglior prestazione personale            |
| 2010 | Mondiali indoor   | Doha           | Pentathlon | 4ª        | 4 618 p.    |                                          |
| 2010 | Europei           | Barcellona     | Eptathlon  | dnf       | dnf         |                                          |
| 2011 | Europei indoor    | Parigi         | Pentathlon | Oro       | 4 723 p.    | Record nazionale                         |
| 2011 | Mondiali          | Taegu          | Eptathlon  | 6ª        | 6 309 p.    |                                          |
| 2012 | Europei           | Helsinki       | Eptathlon  | Oro       | 6 544 p.    | Miglior prestazione personale            |
| 2012 | Giochi olimpici   | Londra         | Eptathlon  | 4ª        | 6 576 p.    | Miglior prestazione personale            |
| 2013 | Europei indoor    | Göteborg       | Pentathlon | Oro       | 4 666 p.    |                                          |
| 2013 | Mondiali          | Mosca          | Eptathlon  | 8ª        | 6 326 p.    | Miglior prestazione personale stagionale |
| 2014 | Europei           | Zurigo         | Eptathlon  | Oro       | 6 551 p.    | Miglior prestazione personale stagionale |
| 2015 | Europei indoor    | Praga          | Pentathlon | 5ª        | 4 591 p.    |                                          |
| 2016 | Europei           | Amsterdam      | Eptathlon  | Argento   | 6 458 p.    | Miglior prestazione personale stagionale |
| 2016 | Giochi olimpici   | Rio de Janeiro | Eptathlon  | 11ª       | 6 383 p.    |                                          |
| 2017 | Mondiali          | Londra         | Eptathlon  | 16ª       | 6 064 p.    |                                          |
| 2018 | Mondiali indoor   | Birmingham     | Pentathlon | 12ª       | 3 705 p.    |                                          |